# Wydział Teologiczny Uniwersytetu Jana Kazimierza we Lwowie

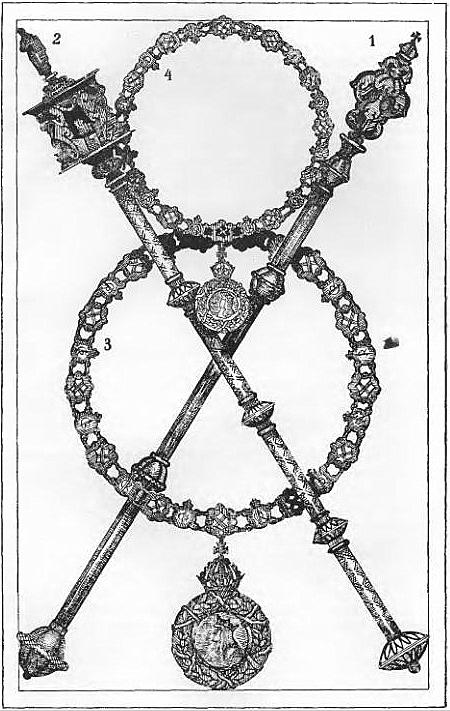
Godło UJK i Wydziału Teologicznego. Numerami oznaczone: 1. berło rektorskie, 2. berło dziekańskie, 3. łańcuch rektorski, 4. łańcuch dziekański

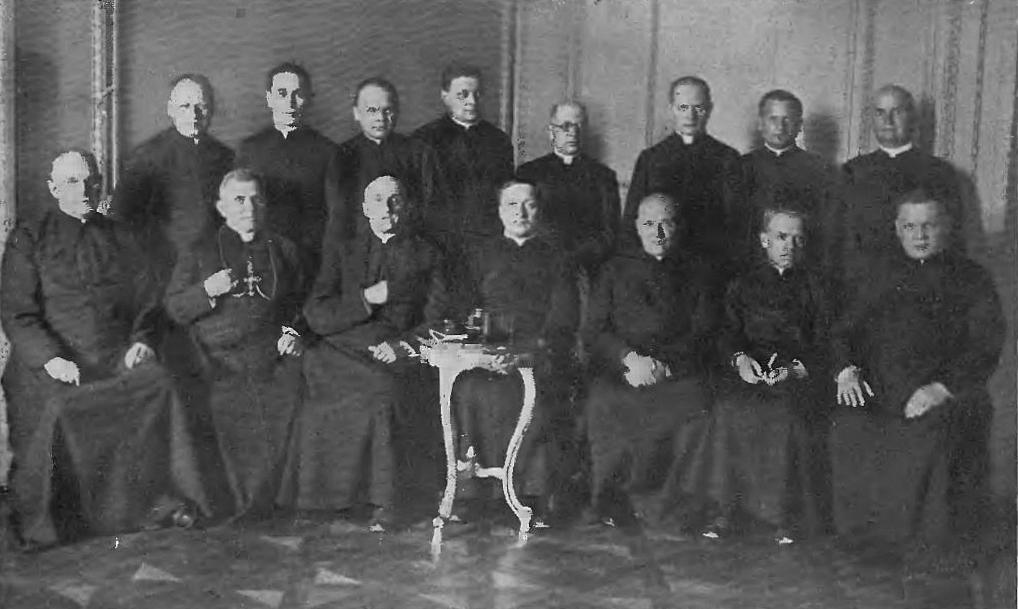
Członkowie Wydziału Teologicznego Uniwersytetu Jana Kazimierza we Lwowie (maj 1932)

Wydział Teologiczny Uniwersytetu Lwowskiego – wydział w ramach Uniwersytetu Jana Kazimierza we Lwowie.
Po odzyskaniu przez Polskę niepodległości w okresie II Rzeczypospolitej Wydział Teologiczny Uniwersytetu Jana Kazimierza we Lwowie kontynuował działalność Wydziału Teologicznego Uniwersytetu Lwowskiego.
W jego ramach było reprezentowane nauki teologiczno-filozoficzne.
Mieścił się w gmachu posejmowym przy ul. Marszałkowskiej 1.

## Struktura
W okresie II Rzeczypospolitej roku akademickim 1922/1923 na wydziale działało 14 katedr zwyczajnych. W roku akademickim 1938/1939 na wydziale działało 13 katedr zwyczajnych.
W okresie II Rzeczypospolitej 1918-1939 działało w nim pięć katedr nauk teologicznych:
- Katedra Teologii Fundamentalnej – kierownik: ks. prof. Szczepan Szydelski
- Katedra Teologii Dogmatycznej – kierownicy: ks. prof. Franciszek Lisowski (do 1933), ks. prof. Michał Wyszyński (1933-1938), ks. prof. Stanisław Frankl (1938-1939)
- Katedra Teologii Moralnej Ogólnej – kierownik: ks. prof. Stanisław Narajewski
- Katedra Teologii Moralnej Szczegółowej – kierownik: ks. prof. Adam Gerstmann
- Katedra Teologii Pastoralnej – kierownicy: ks. prof. Alojzy Jougan (do 1922), ks. prof. Stanisław Szurek (1922-1939)

Katedry nauk filozoficznych:
- Katedra Filozofii Chrześcijańskiej I – kierownicy: ks. prof. Kazimierz Wais, ks. prof. Jan Stepa
- Katedra Filozofii Chrześcijańskiej II– kierownicy: ks. prof. Kazimierz Kowalski (1933-1936), ks. prof. Stefan Leon Skibniewski (1936-1939)

Katedry nauk biblijnych:
- Katedra Starego Testamentu – kierownik: ks. prof. Aleksy Klawek
- Katedra Nowego Testamentu – kierownik: ks. prof. Piotr Stach

Katedry nauk historycznych:
- Katedra Historii Kościoła Powszechnego – kierownik: ks. prof. Mieczysław Tarnawski, ks. prof. Teofil Długosz
- Katedra Historii Kościoła w Polsce i na Rusi – kierownik: ks. prof. Józef Umiński (1930-)
- Katedra Historii Sztuki Kościelnej – kierownik: ks. prof. Władysław Żyła (-1926)

Inne katedry:
- Katedra Prawa Kanonicznego – kierownicy: ks. prof. Błażej Jaszowski (-1921), ks. dr Jan Nowicki (1938-1939)
- Katedra Homiletyki – kierownik: ks. prof. Stanisław Żukowski (-1933)
- Katedra Katechetyki i Pedagogiki – kierownik: ks. prof. Zygmunt Bielawski (-1933)
- Katedra Socjologii Chrześcijańskiej – kierownik: ks. prof. Andrzej Mytkowicz (-1933)

Dziekanem wydziału na rok 1936/1937 i na rok 1937/1938 był wybierany ks. prof. Jan Stepa. Ostatnim dziekanem w okresie II Rzeczypospolitej na UJK był prof. Adam Gerstmann wybrany na przełomie czerwca/lipca 1939.
Po wybuchu II wojny światowej i agresji ZSRR na Polskę z 17 września 1939 Wydział Teologiczny działał legalnie od 2 października przez miesiąc, po czym został zlikwidowany przez sowietów 29 października 1939. W związku z tym na początku listopada 1939 dziekan wydziału Adam Gerstmann i prodziekan Jan Stepa podjęli decyzję o przeniesieniu wydziału do gmachu seminarium duchownego we Lwowie i prowadzono w nim kształcenie w formie tajnego nauczania do czasu nacjonalizacji budynku seminarium w grudniu 1939. Od tego czasu nauka była prowadzona w różnych zakonspirowanych miejscach, w tym w domu sióstr Boromeuszek, klasztorze Zmartwychwstańców, sierocińcu sióstr Franciszkanek Rodziny Maryi i parafii kościoła św. Marii Magdaleny.
Funkcję dziekana tajnego wydziału przejął po A. Gerstmannie ksiądz Stepa, a prócz nich przedmioty wykładali konspiracyjnie byli kierownicy katedr: S. Skibniewski, S. Frankl, T. Długosz, S. Szurek. J. Nowicki oraz ks. prof. Szczepan Szydelski, jego następca od listopada 1939 ks. dr Stanisław Bizuń, ks. dr Władysław Komornicki, ks. dr Władysław Popłatek, prof. Edmund Bulanda. W czasie okupacji radzieckiej studia na wydziale ukończyło 20 absolwentów.